# Elecciones provinciales de Santiago del Estero de 1935
Las elecciones generales de la provincia de Santiago del Estero de 1935 tuvieron lugar el domingo 22 de septiembre del mencionado año con el objetivo de suceder al gobernador Juan Bautista Castro cuyo mandato finalizaba el 18 de febrero de 1936. Los comicios marcaron el regreso a la competencia electoral de la Unión Cívica Radical luego de mantener una postura de abstención a nivel nacional desde las elecciones presidenciales de 1931 debido a la proscripción de la fórmula que integraban Marcelo T. de Alvear y Adolfo Güemes, que el radicalismo había elegido para participar en aquel año.
El oficialismo representado por la Unión Cívica Radical Unificada, postuló la candidatura de Pío Montenegro para la gobernación, debiendo competir principalmente contra la Unión Cívica Radical Comité Nacional (UCR) que presentó la candidatura de Santiago E. Corvalán. Otras candidaturas fueron también las de Santiago D. Herrera por la Unión Cívica Radical Frente Único (escisión del radicalismo del Comité Nacional), la de Carlos Coronel por el Partido Demócrata Nacional (PDN) y la de Lázaro Criado por el Partido Socialista (PS).  
Montenegro asumió su cargo el 18 de febrero de 1936 y no pudo completar su mandato debido a la intervención federal que decretó el presidente Roberto M. Ortiz, a causa de los conflictos políticos y económicos en la provincia. El día 22 de septiembre de 1939 el gobernador Montenegro fue depuesto y asumió en su lugar el interventor federal Jesús Navarro.